# Rodin Esquejo
Rodin Esquejo é um autor e desenhista de histórias em quadrinhos americanas. Ao lado da colorista Sonia Oback, ilustra a série Mind the Gap, escrita por Jim McCann. Desde 2013, um segundo desenhista, Sami Basri, tem contribuído para a arte da série em edições alternadas com Esquejo. Trabalha ainda como o artista responsável pelas capas da série Morning Glories, escrita por Nick Spencer e desenhada por Joe Eisma, tendo ainda contribuído na criação do design dos personagens. Seu trabalho na série lhe rendeu uma indicação ao Eisner Award de "Melhor Capista" em 2011, e uma segunda colaboração com Spencer na obra Fractured Fables, a história "Cinderella", lhes renderia uma indicação conjunta à categoria "Melhor História Curta" no mesmo ano.